# Ricardo Juarez
Ricardo Juarez (Belém, 6 de novembro de 1970) é um ator, dublador e locutor brasileiro. Começou sua carreira de dublagem nos anos 1990, e ganhou notoriedade ao dublar o personagem Johnny Bravo a partir de 1996. Dublou também a girafa Melman na franquia Madagascar e o ator Will Ferrell em vários de seus filmes.
De 2013 a 2017, Ricardo gravava as vozes de chamadas e vinhetas da Rádio Globo, e algumas vinhetas do Jornal Nacional, como o “Top de 5 segundos”, faz propagandas e vídeos institucionais. Possui como hobby a fotografia, tendo um livro publicado, é gamer e já fez a voz do personagem Kratos em God of War: Ascension e God of War (2018).
No Prêmio Yamato de 2005, foi indicado a Melhor Dublador de Coadjuvante por seu trabalho como o agente Vaughn em Alias. Recebeu o Troféu Anime Dreams na edição de 2006.

## Lista de trabalhos

### Animação
- Johnny Bravo em Johnny Bravo.[6]
- Tygra em Thundercats.[6]
- Nick Fury em X-Men: Evolution.[carece de fontes?]
- Fuzzy Confusão em As Meninas Superpoderosas.
- Edu em Du, Dudu e Edu.
- Melman em Madagascar, Madagascar 2 e Madagascar 3.[1][6][7]
- Narrador (T.K. Adulto) em Digimon Adventure, Digimon Adventure 02[1] e Digimon Adventure 02: The Beginning.[8]
- Ciclope em Shrek Terceiro.
- Primeiro Ministro Honest em Akame ga Kill!.
- Kutal em Shinzo.[1]
- Ranzinza em Os Smurfs e a Vila Perdida.
- Johnny Worthington em Universidade Monstros.[9]
- Fera (Galinho na versão hollywoodiana) em O Galinho Chicken Little (Redublagem).
- Mertz em (Des)encanto.
- Barney, Duffman, Texano Rico, Willie, Arnie Pye, Rainier Wolfcastle, Homem Abelha, Eddie, Dr. Brentano, Cheesy McMayor, Conde Drácula e Locutor em Os Simpsons.[9]
- Computador em Coragem, o Cão Covarde.[10]
- Capitão Átomo em Liga da Justiça.[2]
- Mestre Crocodilo em Kung Fu Panda 2.[11]
- Saltitão em Apenas um Show.[carece de fontes?]
- Harbinger de Touro em Saint Seiya Ω.
- S.T.E.V.E. em Bons de Bico.
- Tank "Triturador" Evans em Tá Dando Onda e Tá Dando Onda 2.

### Filmes e seriados
- Greg Kinnear em alguns filmes.[carece de fontes?]
- Will Ferrell em vários filmes.[6]
- Robert Patrick em Sem Volta, Nascido para Morrer, Pavement, Caça aos Gângsteres, Uma Ladra Sem Limites
- Jean-Claude Van Damme em Risco Máximo (Redublagem), Soldado Universal (Redublagem), Golpe Fulminante (Redublagem).[1]
- Gerard Butler em Tomb Raider - A Origem da Vida (TV), Linha do Tempo[1]
- Jason Statham em Colateral.[1]
- James Gandolfini em A Qualquer Preço.[1]
- Jon Tenney em Conte Comigo (SBT)[1]
- Jack Black em Marte Ataca! (SBT/TV Paga)[1]
- Colin Firth em Conspiração.[1]
- Liam Neeson em Rebelião em Alto Mar
- Hellboy em Hellboy 2.[1][6]
- Agente Doggett em Arquivo X.[carece de fontes?]
- Tenente Flynn em Divisão Criminal.[carece de fontes?]
- Sargento Epps em Transformers.[10]
- Clone do Ranger Branco em Power Rangers: Dino Trovão

### Jogos
- Kratos em God of War: Ascension, God of War (2018), God of War Ragnarök[12] e Playstation All-Stars Battle Royale.[1]
- Draven e Hecarim em League of Legends.[1]
- Leônidas em Assassin's Creed Odyssey.
- Marius Tito em Ryse: Son of Rome.[1][10]
- Cruzado em Diablo III: Reaper of Souls.[1]
- Pinguim em Batman: Arkham Origins e Batman: Arkham Knight.[10]
- Draven Locutor em League of Legends
- Xavius em World of Warcraft
- Zenyatta em Overwatch
- Alarak em Heroes of the Storm
- Sargento Abe em FireTeam Zero
- Narrador da Partida em Halo Wars 2
- Hellboy em Injustice 2
- Maestro em Tom Clancy's Rainbow Six Siege
- Eli em Far Cry 5
- Noob Saibot em Mortal Kombat 11
- Visitante/Cientista em Fortnite

### Internet
| Ano           | Título           | Cargo                                   | Plataforma |
| ------------- | ---------------- | --------------------------------------- | ---------- |
| 2016-2018     | Canal do Ricardo | Apresentador                            | YouTube    |
| 2018-presente | Mussoumano       | Narrador do quadro Batalha de YouTubers | YouTube    |